# Guvernoratul Mafraq
Mafraq (în arabă محافظة المفرق Muhāfaẓat al-Mafraq, în dialectele locale Mafrag sau Mafra' ) este unul din guvernoratele Iordaniei și se află la nord de capitala statului, Amman.  Are o populație de 287.300 de locuitori (estimarea din 2010) reprezintă 4,5% din populația Iordaniei. Capitala acestui guvernorat este orașul Mafraq, cunoscut pentru baza sa militară.

## Istorie

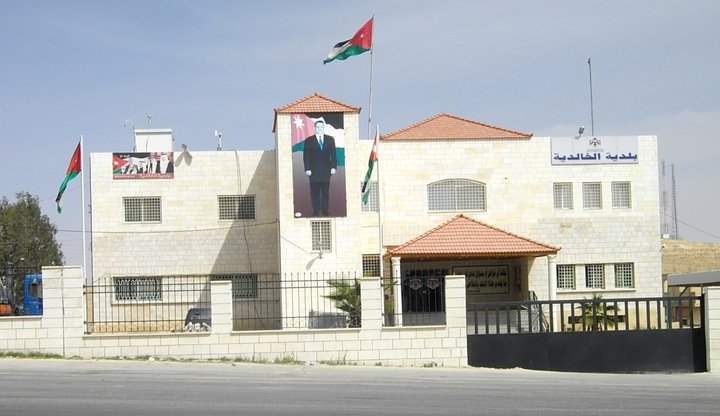
Primăria orașului Khalediyya

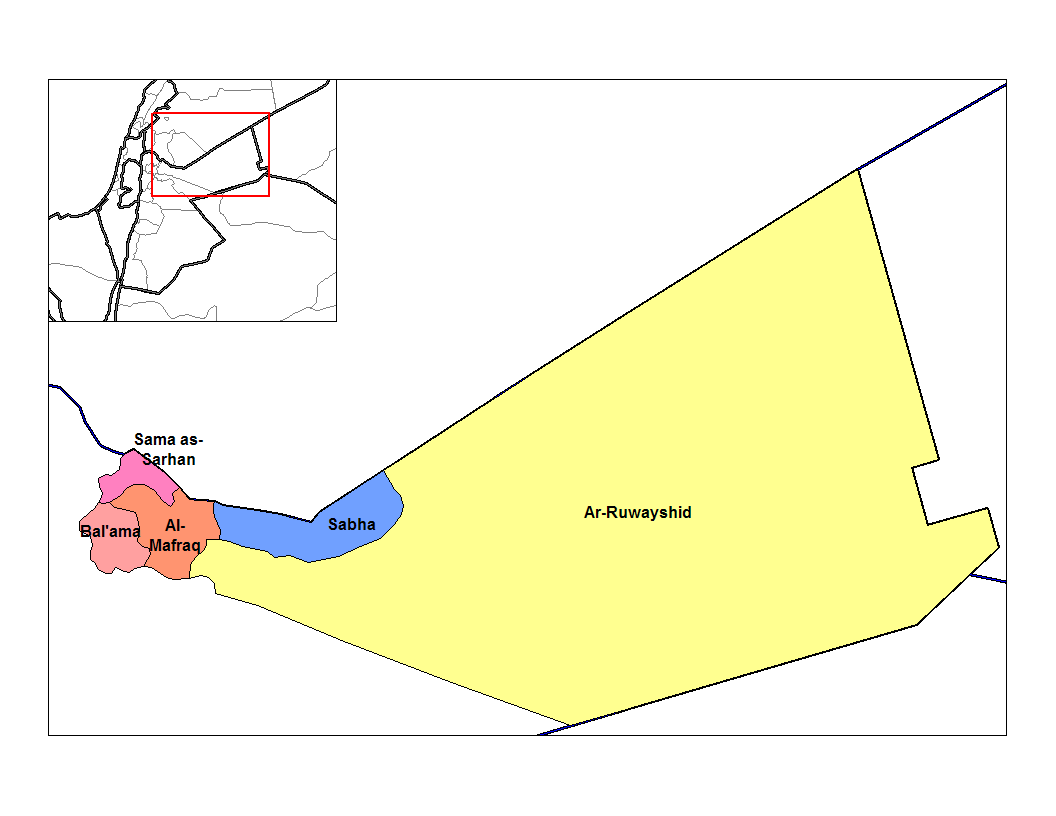
Nahiyahs de Mafraq

Multe situri romane și bizantine au fost găsite în întregul guvernorat, în special biserici datând din secolul al III-lea d.Hr.; considerate a fi două dintre cele mai vechi biserici construite în creștinism: și baraje de apă romane în Barajul Jawa, Ruwaished, și orașul Mafraq. Barajul Jawa este cel mai vechi baraj cunoscut din lume, datând din anii 3000 î.Hr. Orașul Mafraq are, de asemenea, un fort roman.
În timpul mandatului britanic, Mafraq a găzduit facilități militare care sunt încă în uz astăzi. A cincea divizie a Armatei Iordaniene este staționată în Mafraq.

## Geografie
Provincia este situată în partea de est a regatului Iordaniei. Este singurul guvernorat din Iordania care se învecinează cu trei țări: Irak la est, Siria la nord și Arabia Saudită la sud. Se învecinează cu guvernoratele Irbid și Jerash la vest și Guvernoratul Zarqa la sud.
Guvernoratul Mafraq acoperă a doua cea mai mare suprafață din regat, dar totuși a doua cea mai mică densitate a populației (după Ma'an). Clima este uscată în cea mai mare parte a anului. Regiunea vestică a provinciei face parte din platourile fertile Houran, care se extind prin sudul Siriei, înălțimile Golan și nordul Iordaniei. Regiunea estică face parte din Deșertul Sirian steril. La marginea de est a regiunii se află Muntele Anazah⁠(d) (sau 'Unayzah) înalt de 940 m, la granița triplă dintre Iordania, Irak și Arabia Saudită.
Guvernoratul este conectat la Irak prin Punctul de trecere a frontierei Karameh, și la Siria prin Punctul de trecere a frontierei Jabir.

## Economie
Agricultura constituie un element central al economiei pentru guvernoratul Mafraq, în special în partea de vest a provinciei în Platoul Houran. Suprafața totală a fermelor pomicole din provincie în 2008 a fost de 48.676 km2, cu o producție totală de 101874 tone de fructe în principal mere și piersici, potrivit Ministerului Agriculturii. Suprafata totala a fermelor legumicole din provincie pentru 2008 a fost de 8.295 km2 cu o productie totala de 15.540 tone, cu varză, ceapă, usturoi si salata verde fiind principalele produse.
Există un câmp de producție de gaze naturale la Al-Reeshah, este condus de Compania Națională de Petrol iordaniană. În 2008,  British Petroleum a cumpărat drepturile de a produce gaze naturale în domeniu și este de așteptat să-și mărească capacitatea de la 21 cubic feet (0,59 m3) la 300 de milioane de metri cubi pe zi în următorii cinci ani. Gazul natural produs la Al-Reeshah este utilizat în întregime pentru producerea de energie electrică la o centrală electrică din apropiere, cu o capacitate de 120 megawați, acoperind 12% din nevoile totale ale regatului pentru anul 2008.
Orașul Mafraq găzduiește Universitatea Al al-Bayt, care este singura universitate din guvernorat.